# 2-й окремий стрілецький батальйон (Україна)
2-й окремий стрілецький батальйон (2 ОСБ) — військове формування, тактичний підрозділ Збройних сил України у складі Регіонального управління Сил територіальної оборони.
Батальйон призначений для охорони та оборони об’єктів військової інфраструктури, адмінбудівель обласної та районних державних адміністрацій, служби на блокпостах, для ведення бойових дій у випадку проникнення на територію області незаконних збройних формувань.Фактично з квітня 2022 року знаходиться в зоні бойових дій у м.Лиман .З жовтня 2022 року по сьогоднішній час - на Запорізькому напрямку без ротацій

## Історія
З 10 по 19 травня 2016 року, відповідно до «Плану проведення навчальних зборів з практичним призовом військовозобов’язаних у 2016 році», затвердженого начальником Генштабу – Головнокомандуючим Збройних Сил України, проведено навчальні збори приписного складу 2-ого окремого стрілецького батальйону.

## Структура
- управління (штаб) батальйону
- 3 стрілецькі роти
- розвідувальний взвод
- польовий вузол зв'язку
- інженерно-саперний взвод
- взвод матеріального забезпечення
- контрольно-технічний пункт
- медичний пункт
- клуб
- чисельність батальйону 492 особи

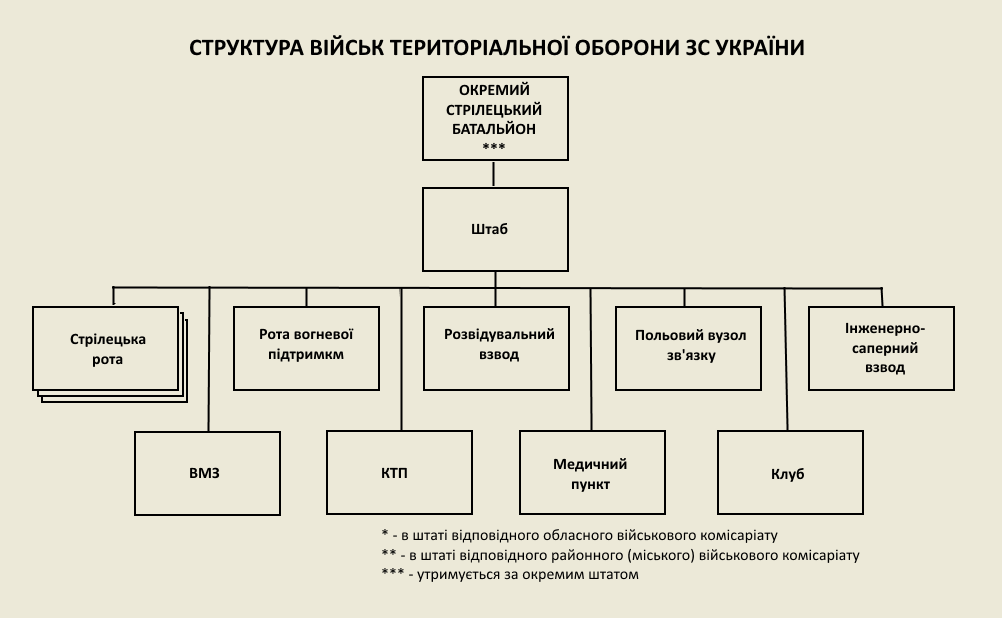
Структура стрілецького батальйону

- озброєння: 82-мм міномет , РПГ-7, АК, ПМ
- техніка: автомобільна

## Командування
Підполковник Рижов С.С.
З березня 2023 полковник Бурдейний І.М.
Генерал Володимир Шведюк